# 양치 충격음
양치 충격음(兩齒衝激音)은 서로 치아를 치거나 치아를 부딪혀서 생기는 소리로, 국제 음성 기호(확장)로는 [ʭ]로 나타낸다.

## 조음 방법
위 이빨과 아래 이빨을 딱딱 부딪혀 소리를 낸다.

## 특징
- 윗니와 아랫니를 사용한 치음 중에서도 양치음이다.
- 부딪힐때 일어나는 충격으로 발생한 충격음이다.

## 참고 문헌
- Ladefoged, Peter; Maddieson, Ian (1996). The Sounds of the World's Languages. Oxford: Blackwell.